# Агроекология
Агроекологията е приложен дял от общата екология, със съществено място за развитието и рационалната организация на аграрното производство. Тази наука изследва агроекосистемите, въпреки изключителната им сложност, същевременно тя е сред аграрните науки с изключително значение за развитието на съвременното аграрно производство.
Агроекологията се определя от Организацията за икономическо сътрудничество и развитие като „изучаване на връзката между земеделските култури и околната среда“.
Специфичните изследвания на агроекологията са в следните направления:
- Агроценозите като биосистема
- Абиотични фактори за растенията
  - Светлина
  - Температура (топлина)
  - Вода (влага)
  - Въздухът и неговото движение
  - Почва
- Биотични фактори за растенията
  - Взаимоотношения между растенията
  - Взаимоотношения между растения и микроорганизми
  - Взаимоотношения между растения и животни
- Антропогенни фактори за растенията
  - Сортът като антропогенен натиск
  - Районирането на земеделските култури като антропогенен натиск
  - Системите на земеделие като антропогенен натиск
  - Растителната защита като антропогенен натиск
- Екологосъобразно и екологично земеделие